# Capoterra
Capoterra (en sardo: Caputerra) es un municipio de Italia de 22.839 habitantes en la ciudad metropolitana de Cagliari, región de Cerdeña. Está situado a 15 km de Cagliari, al oeste del Golfo de Cagliari.
La actividad económica se fundamenta sobre todo en la agricultura, aunque el sector turístico creció notablemente en las últimas décadas. Entre los lugares de interés se encuentra la iglesia parroquial de Sant'Efisio y el Observatorio Astronómico de Cagliari.

## Evolución demográfica
El crecimiento demográfico de Capoterra en las últimas décadas es de los más elevados de la isla de Cerdeña.
| Gráfica de evolución demográfica de Capoterra entre 1861 y 2001 |
|                                                                 |
| Fuente ISTAT - Elaboración gráfica de Wikipedia                 |